# Langa Langa Stars
I Langa Langa Star erano un gruppo musicale soukous della Repubblica Democratica del Congo che ebbe un grande successo nella prima metà degli anni ottanta. Il gruppo era caratterizzato soprattutto dalla presenza di sette cantanti solisti, tutti celebri, che venivano chiamati 7 Patrons of Langa Langa Stars ("i 7 padroni dei Langa Langa Stars"). 

## Storia del gruppo
I Langa Langa Stars nacquero nel 1981, per scissione da Viva La Musica, una formazione guidata da Papa Wemba e a sua volta derivata da quella storica degli Zaïko Langa Langa. La formazione iniziale dei Langa Langa Star comprendeva, tra gli altri, gli ex-Viva La Musica Evoloko Jocker, Esperant Djengaka, Djuna Djanana, Djo Mali e Dindo Yogo, a cui si aggiunsero Bozi Boziana (proveniente dagli Zaïko Langa Langa) e in seguito Roxy Tshimpaka. Nei primi anni ottanta i Langa Langa Stars dominarono la scena del soukous, introducendo tra l'altro diversi balli di successo, tra cui il sansaku. Si sciolsero nel 1984.

## Discografia parziale
- Les meilleurs succès de Langa Langa Stars vol. 1, Veve International 2007
- Les meilleurs succès de Langa Langa Stars vol. 2, Veve International 2008
- Les meilleurs succès de Langa Langa Stars vol. 3, Veve International 2008
- Les meilleurs succès de Langa Langa Stars vol. 4, Veve International 2008